# معركة دورينشتاين
كانت معركة دورينشتاين (عرفت أيضًا باسم معركة دورّينشتاين ومعركة دورنشتاين ومعركة ديرشتاين)، التي وقعت في 11 من شهر نوفمبر من عام 1805، اشتباكًا في الحروب النابليونية خلال حرب التحالف الثالث. كانت دورينشتاين (دورنشتاين في يومنا هذا)، النمسا، تقع في وادي فاتشاو على نهر الدانوب على بعد 73 كيلومترًا (45 ميلًا) أعلى فيينا، النمسا. يتخذ النهر انحناء على شكل هلال بين دورنشتاين وكريمس أن دير دوناو المجاورة، وخيضت المعركة في السهل الفيضاني بين النهر والجبال.
في دورينشتاين، أوقعت قوة مزدوجة من الجنود الروس والنمساويين فرقة فرنسية بقيادة ثيودور ماكسيم غازان في فخ. كانت الفرقة الفرنسية جزءًا من الفيلق الثامن الذي كان قد أنشئ حديثًا، ما سمي بفيلق مورتيير، تحت قيادة إدوارد مورتيير. مع سعيه وراء انسحاب نمساوي من بافاريا، كان مورتيير قد نشر فرقه الثلاث على امتداد الضفة الشمالية للدانوب. استدرج ميخائيل كوتوزوف، قائد قوة التحالف، مورتيير إلى إرسال فرقة غازان إلى فخ، فباتت القوات الفرنسية عالقة في وادي بين رتلين روسيين. إلا أنها أُنقذت من قبل فرقة ثانية وصلت في الوقت المناسب، بقيادة بيير دوبون دو ليتانغ. استمرت المعركة طوال الليل، وأعلن كلا الجانبين أنه انتصر. خسر الفرنسيون أكثر من ثلث مقاتليهم، وتعرضت فرقة غازان لخسائر بنسبة تفوق ال 40%. تعرض النمساويون والروس أيضًا لخسائر كبيرة، تقارب ال 16%، إلا أن الأمر الأبرز ربما كان وفاة يوهان هينريتش فون شميت في القتال، الذي كان أحد أبرع قادة الأركان النمساويين.
خيضت المعركة بعد 3 أسابيع من استسلام جيش نمساوي في معركة أولم وقبل 3 أسابيع من الهزيمة النمساوية الروسية في معركة أوسترليتز. بعد معركة أوسترليتز، انسحبت النمسا من الحرب. طالب الفرنسيون بتعويضات مرتفعة، وتنازل فرانسيس الثاني عن العرش بصفته إمبراطورًا رومانيًا مقدسًا، محررًا الولايات الألمانية من ولائها للإمبراطورية الرومانية المقدسة.

## الخلفية
في سلسلة من الصراعات التي وقعت بين عامي 1803 و1815 عرفت باسم الحروب النابليونية، شكلت العديد من القوى الأوروبية خمس تحالفات ضد الإمبراطورية الفرنسية الأولى. وبالطريقة ذاتها التي أشعلت فيها الثورة الفرنسية (1789) حروبًا، زادت هذه الحروب من ثورية التحالفات والتنظيمات والجيوش الأوروبية وأفضت إلى عسكرة غير مسبوقة، كانت تعود بالدرجة الأولى إلى التجنيد الجماعي. تحت قيادة نابليون، برزت القوة الفرنسية بسرعة مع غزو الجيش الكبير معظم أوروبا، وانهارت سريعًا بغد الغزو الكارثي لروسيا في عام 1812. في نهاية المطاف تكبدت إمبراطورية نابليون هزيمة عسكرية تامة في حملتي عامي 1813 و1814، الأمر الذي أفضى إلى استعراش آل بوربون في فرنسا. على الرغم من العودة القوية لنابليون في عام 1815، التي عرفت باسم المئة يوم، انتهت الحروب النابليونية بهزيمته في معركة واترلو ومطاردته هو وجيشه وتنازله عن العرش ونفيه إلى جزيرة هيلينا.

## حملة الدانوب
في الفترة بين عامي 1803 و1806 خاض التحالف الثالث حربًا ضد الإمبراطورية الفرنسية الأولى وجمهورياتها الشقيقة. وبالرغم من أن العديد من المعارك البحرية هي ما حدد السيطرة على البحار، تحددت نتيجة الحرب في القارة، وبشكل رئيسي في عمليتين بريتين كبيرتين في وادي الدانوب: حملة أولم أعلى الدانوب وحملة فيينا وسط وادي الدانوب.
أخرت صراعات سياسية في فيينا دخول النمسا ضمن التحالف الثالث حتى عام 1805. بعد نهاية الأعمال الحربية لحرب التحالف الثاني في عام 1801، استغل الأرشيدوق كارل، شقيق الإمبراطور، سنوات السلم التالية لتطوير خطة إعادة هيكلة عسكرية. وطبق هذه الخطة بحذر ابتداء من العامي 1803 و1804، إلا أن تطبيقها كان غير تام في عام 1805 حين طبق كارل ماك، المارشال الميداني الملازم والجنرال المسؤول عن المستودعات في الجيش، إعادة هيكلة خاصة به. تجاهل ماك مقاربة كارل المنهجية. وبتطبيقها ميدانيًا، قوضت خطة ماك أيضًا القيادة العامة والبنية التنظيمية. وبصرف النظر عن ذلك، أرسل ماك تقريرًا حماسيًا إلى فيينا حول جاهزية الجيش. علاوة على ذلك، بعد قراءة سيئة لمناورات نابليون في فورتمبيرغ، أبلغ ماك فيينا عن ضعف الترتيبات الفرنسية. أقنعت تقاريره الطرف المؤيد للحرب الذي كان يقدم المشورة للإمبراطور، فرانسيس الثاني، بدخول الصراع ضد فرنسا، على الرغم من نصيحة كارل الشخصية بعكس ذلك. واستجابة إلى التقرير والحمى المناهضة للفرنسيين التي كانت متفشية في فيينا، طرد فرانسيس كارل من منصبه كجنرال وعين صهره الذي كان لديه رهاب من الفرنسيين، الأرشيدوق فيرديناند، قائدًا.
كان فيرديناند قليل الخبرة خيارًا سيئًا كبديل لكارل البارع، إذ لم يكن لديه لا النضج ولا الموهبة لمهمة كهذه. وعلى الرغم من أن فيرديناند احتفظ بالقيادة ظاهريًا، وضعت القرارات اليومية بين يدي ماك، الذي كان غير مناسب بالقدر نفسه لمهمة بهذه الأهمية. ومع تعرضه لإصابة في بداية الحملة، لم يعد ماك قادرًا على تولي مهمة قيادة الجيش بأكملها. نتيجة لذلك، انتقلت القيادة بصورة أبعد إلى المشير الملازم كارل فيليب، أمير شوارزينبيرغ، الذي كان ضابط قوات مدرعة متمكن، إلا أنه كان قليل الخبرة في قيادة جيش بهذا الحجم.

### الطريق إلى أولم
بدأت حملة وادي الدانوب الأعلى في شهر أكتوبر، إذ وقعت مواجهات عديدة في شوابيا. وعلى مقربة من بلدة فيرتينغن البافارية، على بعد 40 كيلومتر (25 ميل) شمال غرب أوغسبورغ، فاجأت كتيبة الخيالة الأولى، التي كانت جزءًا من فيلق المدرعات الاحتياطي بقيادة يواكيم مورات، ورماة القنابل اليدوية في فيلق جان لانيس الخامس، قوة نمساوية كان تعدادها يبلغ نصف تعداد كتيبة المدرعات. كان النمساويون متراصين في رتل وغير قادرين على تشكيل مربعاتهم الدفاعية بسرعة كافية لحماية أنفسهم من 4000 خيال و8000 رامي قنابل يدوية. وقع في الأسر نحو 3000 نمساوي وقتل ما يزيد عن 400 منهم أو أصيبوا بجراح.
في اليوم التالي، في بلدة صغيرة أخرى، غونزبورغ التي تقع جنوب نهر الدانوب مباشرة، شن الفيلق الفرنسي رقم 59 هجومًا على جسر فوق الدانوب وطارد، على نحو مذل، رتلين نمساويين ضخمين إلى أولم. 
لم تكن الحملة خبرًا سيئًا تمامًا لفيينا. ففي هاسلاش، رتب جوهان فون كليناو مشاته وخيالته البالغ عددهم 25 ألفًا في موقع دفاعي متقدم وفي 11 من شهر أكتوبر شن جنرال الفرقة بيير دوبون دو ليتانغ المفرط في ثقته هجومًا على قوة كليناو بقوة يبلغ تعدادها أقل من 8000 مقاتل. خسر الفرنسيون 1500 مقاتل بين قتيل وجريح. وبعيدًا عن الاستيلاء عن النسر الامبراطوري الفرنسي والرايات الصغيرة لكتيبتي الخيالة ال 15 وال 17، استولت قوة كليناو أيضًا على 900 مقاتل و11 بندقية و18 عربة ذخيرة.
كان نصر كليناو النجاح الوحيد. في 14 من شهر أكتوبر أرسل ماك رتلين خارج أولم تحضيرًا لانتشار مفاجئ في الشمال: كان أحدهما بقيادة يوهان سيغيسموند ريش وتوجه إلى إلتشينغن لتأمين الجسر هناك، والآخر توجه شمالًا بقيادة فرانز فان فيرنك مع معظم مدفعيته الثقيلة. ومع إدراكه بأن الفرصة سانحة، دفع المارشال ميشيل ني ببقية فيلقه السادس بسرعة نحو الأمام لإعادة الاتصال مع دوبون، الذي كان ما يزال شمال الدانوب. في هجوم مزدوج، أرسل ني فرقة إلى جنوب إلتشينغن على الضفة اليمنى للدانوب. بدأت هذه الفرقة الهجوم في إلتشينغن. وفي الوقت نفسه عبرت فرقة أخرى النهر نحو الشرق وتحركت غربًا قبالة موقع ريش. بعد فض اعتصام النمساويين عند أحد الجسور، هاجم الفرنسيون كنيسة بموقع استراتيجي أعلى التلة عند بايونت وسيطروا عليها. حاول الخيالة النمساويون دون نجاح إبعاد الفرنسيين، إلا أن المشاة النمساويين تمكنوا من اختراقهم. خسر النمساويون في هذا الاشتباك وحده أكثر من نصف مواقع المدفعية الاحتياطية الخاصة بهم، وفقدوا 6000 مقاتل بين قتيل أو جريح أو أسير و4 حراس علم.
أظهرت حملة نابليون الخاطفة ضعف بنية القيادة النمساوية وضعف أجهزة الإمدادات. أساء ماك كليًا قراءة ترتيبات الفرنسيين وشتت قواته، ومع هزيمة الفرنسيين لكل وحدة على حدة، انسحب النمساويون الناجون نحو تحصينات أولم. ووصل نابليون لتولي القيادة شخصيًا لنحو 80 ألف مقاتل. في أولم في 16 من شهر أكتوبر، أعلن كارل ماك استسلام جيشه المحاصر والذي كان يبلغ قوامه 20 ألفًا من المشاة و 3,273 من الخيالة. أطلق سراح الضباط بشرط ألا يخدموا في الجيش ضد فرنسا إلى أن يحصل تبادل بشكل رسمي مقابل ضباط فرنسيين كانوا قد أسروا من قبل النمساويين، وهي اتفاقية التزموا بها.